# Petrolisthes rosariensis
Petrolisthes rosariensis is een tienpotigensoort uit de familie van de Porcellanidae. De wetenschappelijke naam van de soort is voor het eerst geldig gepubliceerd in 1982 door Werding.